# Canton de Neuville-aux-Bois
Le canton de Neuville-aux-Bois est un ancien canton, et une circonscription électorale française, située dans le département du Loiret et la région Centre-Val de Loire.

## Composition
Le canton de Neuville-aux-Bois, d'une superficie de 248 km2, était composé de dix communes, jusqu'à sa dissolution en 2015. Ces communes seront intégreront soit le canton de Pithiviers soit celui de Fleury-les-Aubrais.
| Nom                | Code Insee | Intercommunalité | Superficie (km2) | Population (dernière pop. légale) | Densité (hab./km2) |
| ------------------ | ---------- | ---------------- | ---------------- | --------------------------------- | ------------------ |
| Bougy-lez-Neuville | 45044      | CC de la Forêt   | 16,73            | 172 (2014)                        | 10                 |
| Ingrannes          | 45168      | CC des Loges     | 38,98            | 516 (2014)                        | 13                 |
| Loury              | 45188      | CC de la Forêt   | 34,36            | 2 548 (2014)                      | 74                 |
| Neuville-aux-Bois  | 45224      | CC de la Forêt   | 31,74            | 4 348 (2014)                      | 137                |
| Rebréchien         | 45261      | CC de la Forêt   | 19,19            | 1 364 (2014)                      | 71                 |
| Saint-Lyé-la-Forêt | 45289      | CC de la Forêt   | 27,22            | 1 128 (2014)                      | 41                 |
| Sully-la-Chapelle  | 45314      | CC des Loges     | 26,17            | 412 (2014)                        | 16                 |
| Traînou            | 45327      | CC de la Forêt   | 33,68            | 3 252 (2014)                      | 97                 |
| Vennecy            | 45333      | CC de la Forêt   | 10,71            | 1 570 (2014)                      | 147                |
| Villereau          | 45342      | CC de la Forêt   | 9,12             | 372 (2014)                        | 41                 |

## Démographie

### Évolution démographique
En 2012, le canton comptait 15 474 habitants.
| 1962  | 1968  | 1975  | 1982   | 1990   | 1999   | 2006   | 2011   | 2012   |
| ----- | ----- | ----- | ------ | ------ | ------ | ------ | ------ | ------ |
| 6 571 | 7 061 | 8 432 | 10 501 | 12 397 | 13 292 | 14 502 | 15 319 | 15 474 |

### Âge de la population
La pyramide des âges, à savoir la répartition par sexe et âge de la population, du canton de Neuville-aux-Bois en 2009 ainsi que, comparativement, celle du département du Loiret la même année sont représentées avec les graphiques ci-dessous.
La population du canton comporte 50 % d'hommes et 50 % de femmes. Elle présente en 2009 une structure par grands groupes d'âge plus jeune que celle de la France métropolitaine. 
Il existe en effet 164 jeunes de moins de 20 ans pour cent personnes de plus de 60 ans, alors que pour la France l'indice de jeunesse, qui est égal à la division de la part des moins de 20 ans par la part des plus de 60 ans, est de 1,06. L'indice de jeunesse du canton est également supérieur à celui  du département (1,1) et à celui de la région (0,95).
| Hommes | Classe d’âge | Femmes |
| ------ | ------------ | ------ |
| 0,3    | 90 ans ou +  | 0,9    |
| 4,4    | 75 à 89 ans  | 7,1    |
| 11,5   | 60 à 74 ans  | 10,8   |
| 20,9   | 45 à 59 ans  | 21,6   |
| 24,2   | 30 à 44 ans  | 23,6   |
| 14,8   | 15 à 29 ans  | 14,7   |
| 23,9   | 0 à 14 ans   | 21,4   |

| Hommes | Classe d’âge | Femmes |
| ------ | ------------ | ------ |
| 0,4    | 90 ans ou +  | 1,1    |
| 6,6    | 75 à 89 ans  | 9,5    |
| 13,4   | 60 à 74 ans  | 13,9   |
| 20,1   | 45 à 59 ans  | 20,0   |
| 20,3   | 30 à 44 ans  | 19,5   |
| 19,3   | 15 à 29 ans  | 17,7   |
| 19,9   | 0 à 14 ans   | 18,2   |

## Représentation

### Conseillers généraux de 1833 à 2015
Le canton est créé le 10 février 1790 sous la Révolution française.
| Période                                  | Période      | Identité                              | Étiquette                | Qualité |
| ---------------------------------------- | ------------ | ------------------------------------- | ------------------------ | --- |
| 1833                                     | 1848         | Amédée Degars, Vicomte de Courcelles  |                          | Propriétaire, maire de Villereau                                                                                           |
| 1848                                     | 1852         | François Étienne Fortin               |                          | Marchand de bois, propriétaire, maire de Rebréchien (révoqué en 1851), conseiller d'arrondissement                         |
| 1852                                     | 1870         | Christophe Alexandre Bouglé d'Hogguer |                          | Propriétaire, maire de Neuville-aux-Bois                                                                                   |
| 1870                                     | 1889         | Marquis René Roussel de Courcy        | Droite                   | Ancien ambassadeur de France en Chine Maire de Sully-la-Chapelle                                                           |
| 1889                                     | 1902 (décès) | Armand Pascal Gustave Gircourt        | Rad.                     | Médecin Adjoint au maire de Neuville-aux-Bois                                                                              |
| 1902                                     | 1914 (décès) | Eugène Gestat                         | Rad.                     | Médecin Maire de Loury (1903-1914), conseiller d'arrondissement                                                            |
| 1914                                     | 1919         | siège vacant                          |                          | |
| 1919                                     | 1925         | Julien Aigoin                         | RG                       | Propriétaire Maire de Loury (1919-1925)                                                                                    |
| 1925                                     | 1940         | Sylvain Forge                         | Rad.                     | Agriculteur Maire de Villereau                                                                                             |
|                                          |              | Seconde Guerre mondiale               |                          | |
| 1945                                     | 1958         | Sylvain Forge                         | Rad.                     | Agriculteur, maire de Villereau                                                                                            |
| 1958                                     | 1994         | Kléber Malécot                        | MRP puis CD puis UDF-CDS | Négociant - Sénateur (1974-2001) Président du Conseil général du Loiret (1979-1994) Maire de Neuville-aux-Bois (1947-1995) |
| 1994                                     | 2001         | Michel Fesneau                        | DVG                      | Médecin à Neuville-aux-Bois                                                                                                |
| 2001                                     | 2015         | Marc Andrieu                          | RPR puis UMP             | Pharmacien Vice-président du Conseil général du Loiret Conseiller régional du Centre Maire de Loury (1977-2001)            |
| Les données manquantes sont à compléter. |              |                                       |                          | |

### Résultats électoraux détaillés
- Élections cantonales de 2001 : Marc Andrieu (RPR) est élu au 2e tour avec 53,63 % des suffrages exprimés, devant Michel Fesneau (Divers gauche) (46,37 %). Le taux de participation est de 57,79 % (5 462 votants sur 9 452 inscrits)[12].
- Élections cantonales de 2008 : Marc Andrieu   (UMP) est élu au 2e tour avec 59,11 % des suffrages exprimés, devant Philippe  Arth  (PS) (40,89 %). Le taux de participation est de 57,55 % (6 133 votants sur 10 657 inscrits)[13].

### Conseillers d'arrondissement (de 1833 à 1940)
| Période                                  | Période          | Identité                                     | Étiquette          | Qualité |
| ---------------------------------------- | ---------------- | -------------------------------------------- | ------------------ | --- |
| 1833                                     | 1848             | François Étienne Fortin                      |                    | Propriétaire, maire de Rebréchien                                                                           |
| 1848                                     | 1852             | M. Gautier                                   |                    | |
| 1852                                     |                  | François Basilic Baptiste Gilbon (1794-1867) |                    | Notaire à Neuville-aux-Bois                                                                                 |
|                                          |                  |                                              |                    | |
|                                          | 1902 (démission) | Eugène Gestat                                | Radical            | Médecin, maire de Loury                                                                                     |
|                                          |                  |                                              |                    | |
| 1919                                     |                  | Adrien Ripouteau                             | Républicain        | Agriculteur, ancien maire de Villereau                                                                      |
|                                          |                  |                                              |                    | |
|                                          | 1934             | M. Rousseau                                  | Radical            | Maire de Neuville-aux-Bois                                                                                  |
| 1934                                     | 1940             | Georges Langé                                | Républicain modéré | Conseiller municipal de Neuville-aux-Bois                                                                   |
| 1940                                     |                  |                                              |                    | Les conseils d'arrondissement ont été suspendus par la loi du 12 octobre 1940 et n'ont jamais été réactivés |
| Les données manquantes sont à compléter. |                  |                                              |                    | |